# Karl Abraham von Zedlitz

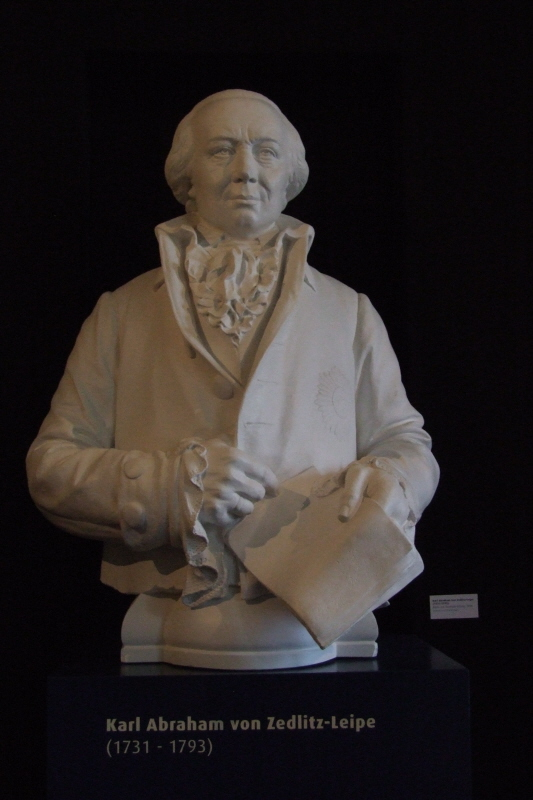
Karl Abraham von Zedlitz.

Karl Abraham von Zedlitz und Leipe, född den 4 januari 1731 i Schlesien, död där den 18 mars 1793, var en preussisk friherre och statsman.
von Zedlitz var 1770-89 justitieminister och 1771-88 samtidigt kultusminister. I sistnämnda egenskap är han bekant för sitt arbete för folkskoleväsendet och därigenom, att han skapade en av kyrkan oberoende högsta myndighet för undervisningsväsendet ("en sekulariserad och centraliserad högsta myndighet"). Han efterträddes av Johann Christoph von Woellner.